# Пулвесь (Вармінсько-Мазурське воєводство)
Пулвесь (пол. Półwieś) — село в Польщі, у гміні Залево Ілавського повіту Вармінсько-Мазурського воєводства.
Населення — 369 осіб (2011).
У 1975-1998 роках село належало до Ольштинського воєводства.

## Демографія
Демографічна структура станом на 31 березня 2011 року:
|          | Загалом | Допрацездатний вік | Працездатний вік | Постпрацездатний вік |
| -------- | ------- | ------------------ | ---------------- | -------------------- |
| Чоловіки | 192     | 40                 | 133              | 19                   |
| Жінки    | 177     | 38                 | 110              | 29                   |
| Разом    | 369     | 78                 | 243              | 48                   |